# Elecciones estatales de Terengganu de 2008
Las elecciones estatales de Terengganu de 2008 tuvieron lugar el 8 de marzo del mencionado año con el objetivo de renovar los 32 escaños de la Asamblea Legislativa Estatal, que a su vez investiría a un Menteri Besar (Gobernador o Ministro Principal) para el período 2008-2013, a no ser que se realizaran elecciones adelantadas durante este período. Al igual que todas las elecciones terengganurianas, se realizaron al mismo tiempo que las elecciones federales para el Dewan Rakyat de Malasia a nivel nacional.
El Barisan Nasional (Frente Nacional) ganó las elecciones por amplio margen con el 54.90% de los votos y 24 de los 32 escaños, asegurándose dos tercios de la Asamblea Legislativa. El Pakatan Rakyat (Pacto Popular), principal coalición opositora, logró el segundo puesto con el 44.91% y los 8 escaños restantes, ocupados por el Partido Islámico de Malasia (PAS). Los candidatos independientes obtuvieron solo 820 votos exactos, un 0.19%. La participación electoral fue la más alta de los comicios estatales realizados en la jornada, con un 84.81%.
A pesar de la clara mayoría del BN, y de que 23 de los 24 asambleístas oficialistas otorgaron su confianza parlamentaria a Idris Jusoh para un nuevo mandato, el Sultán de Terengganu Mizan Zainal Abidin, que en ese entonces ejercía también como Yang di-Pertuan Agong (jefe de Estado de Malasia) se negó a juramentar a Idris y en su lugar propuso a Ahmad Said, desatando una crisis política y partidaria. Ante el notorio declive sufrido por el BN en las elecciones a nivel nacional, y las altas posibilidades de que el grupo favorable a Said desertara al Pakatan Rakyat y ganara unas elecciones anticipadas, el gobierno de Abdullah Ahmad Badawi acabó reconociendo la medida, y Said fue juramentado el 25 de marzo, siendo Terengganu el último estado en formar gobierno. La crisis fue una de las únicas intervenciones de la monarquía en la política en los últimos años.

## Resultados
|  | 53.11 % |

|  | 71.88 % |

|  | 1.79 % |

|  | 3.13 % |

|  | 54.90 % |

|  | 75.00 % |

|  | 41.15 % |

|  | 25.00 % |

|  | 3.76 % |

|  | 0.00 % |

|  | 44.91 % |

|  | 25.00 % |

|  | 0.19 % |

|  | 0.00 % |

|  | 98.71 % |

|  | 1.29 % |

|  | 100.00 % |

|  | 84.81 % |